# Tootsie
Pour l’article ayant un titre homophone, voir Tutsis.
Pour plus de détails, voir Fiche technique et Distribution.
Tootsie est un film américain réalisé par Sydney Pollack, sorti en 1982 avec Dustin Hoffman dans le rôle principal.
Le film met en scène un acteur talentueux mais ingérable, dont le métier ne veut plus, et qui se travestit en femme pour décrocher un rôle.
Tootsie a été un succès critique et financier majeur, le deuxième film le plus rentable de 1982, et a été nommé pour dix Oscars, dont celui du meilleur film. Jessica Lange est la seule gagnante, pour la meilleure actrice dans un second rôle. En 1998, la Bibliothèque du Congrès a jugé le film culturellement, historiquement ou esthétiquement significatif et l'a sélectionné pour être conservé dans le registre national du film des États-Unis. Sa chanson thème, It Might Be You, interprétée par Stephen Bishop, a été un hit du Top 40 aux États-Unis.

## Synopsis
Michael Dorsey est un bon comédien, qui a du mal à être engagé, en raison de son caractère perfectionniste à outrance. Il accompagne son amie Sandy à un casting pour un rôle dans le soap opera Hôpital Southwest, mais celle-ci n'est pas retenue. Opposé à son agent qui lui explique que son approche du métier est trop conflictuelle, Michael décide de se déguiser en femme. Sous l'identité de Dorothy Michaels, il passe ainsi le casting afin de démontrer qu'il peut tout jouer. Contre toute attente, il est engagé en proposant un personnage de femme forte plébiscité par les téléspectateurs. Il garde son secret vis-à-vis de Sandy, qui n'a pas eu le rôle. Écoutant les remarques des actrices du feuilleton, il fait de Dorothy un étendard de la cause féminine, le rapprochant de plus en plus de Julie, sa partenaire de jeu, et l'éloigne lentement de Sandy à qui il avait promis de ne pas se comporter comme ses précédents amants.
Invité par Julie chez son père, Michael découvre que celui-ci est tombé amoureux de Dorothy, et l'invite à un repas une fois de retour à New York. Michael ne peut pas se désister et le père de Julie finit par lui demander de l'épouser. La situation se complique lorsque Michael (déguisé en Dorothy) tente d'embrasser Julie. Julie lui garde son amitié mais lui fait comprendre qu'elle n'est pas lesbienne. Sandy met en doute l'hétérosexualité de Michael car ce dernier ne cesse de lui faire faux bond. Il dément mais admet être amoureux d'une autre femme. En colère, Sandy le quitte. La situation devient ingérable quand un des acteurs du soap essaye de séduire brutalement Dorothy. Michael comprend que les choses lui échappent mais son contrat lui impose de rester une saison supplémentaire.
Finalement, Michael profite du fait qu'une séquence jouée en direct à la suite de la détérioration d'une cassette pour révéler que son personnage, Dorothy, est en réalité un homme venu dans l'hôpital pour venger sa sœur disparue. Outrée, Julie le frappe avant de quitter le plateau alors que devant leur écran, Sandy fait une crise de nerfs et que le père de Julie en reste pantois.
Libéré du feuilleton, Michael met un point d'honneur à s'expliquer auprès du père de Julie, lui rendant la bague de mariage qu'il lui avait offerte. Michael essaye de reconquérir Julie sans fards, ni perruque.

## Fiche technique
Sauf indication contraire, les informations mentionnées dans cette section peuvent être confirmées par la base de données cinématographiques IMDb,  présente dans la section « Liens externes ».
- Titre original et français : Tootsie
- Réalisation : Sydney Pollack
- Scénario : Larry Gelbart et Murray Schisgal, d'après une histoire de Don McGuire et Larry Gelbart, avec les participations non créditées de Barry Levinson, Robert Garland et Elaine May
- Musique : Dave Grusin
- Photographie : Owen Roizman
- Costumes : Ruth Morley
- Décors : Peter Larkin
- Montage : Fredric et William Steinkamp
- Production : Sydney Pollack et Dick Richards
- Sociétés de production : Mirage Enterprises, Punch Productions et Delphi Films
- Distribution : Columbia Pictures et Ciné-Maison Bellevue
- Pays de production :  États-Unis
- Langue originale : anglais
- Budget : 21 000 000 $[1]
- Genre : comédie romantique
- Durée : 117 minutes
- Dates de sortie :
  - États-Unis : 17 décembre 1982
  - France : 2 mars 1983

## Distribution
- Dustin Hoffman (VF : Jean-Pierre Cassel) : Michael Dorsey / Dorothy Michaels, comédien travesti
- Jessica Lange (VF : Évelyn Séléna) : Julie Nichols, comédienne de télévision
- Teri Garr (VF : Monique Thierry) : Sandy Lester, comédienne, élève et amie de Michael
- Dabney Coleman (VF : Jean-Claude Michel) : Ron Carlisle, metteur en scène de télévision
- Charles Durning (VF : Jacques Deschamps) : Les (Léon en VF) Nichols, père de Julie
- Bill Murray (VF : Patrick Poivey) : Jeff Slater, l'ami et colocataire de Michael
- Sydney Pollack (VF : Vania Vilers) : George Fields, l'agent de Michael
- George Gaynes (VF : Michel Bardinet) : John Van Horn, comédien de télévision
- Geena Davis (VF : Monique Martial) : April Page, comédienne de télévision
- Doris Belack (VF : Sylvie Moreau) : Rita Marshall, productrice de télévision
- Ellen Foley (VF : Sophie Réal) : Jacqui
- Peter Gatto (VF : Marc François) : Rick
- Lynne Thigpen (VF : Maryse Méryl) : Jo
- Ronald L. Schwary (VF : Roger Lumont) : Phil Weintraub
- Debra Mooney (VF : Paule Emanuele) : Mme Mallory, l'actrice alitée
- Christine Ebersole (VF : Annie Balestra) : Linda
- Marjorie Lovett (VF : Jacqueline Porel) : la vendeuse
- Suzanne Von Schaack (VF : Francette Vernillat) : une invitée blonde à la réception
- Anne Shropshire : Mme Crawley
- Andy Warhol : lui-même (non crédité)

## Production

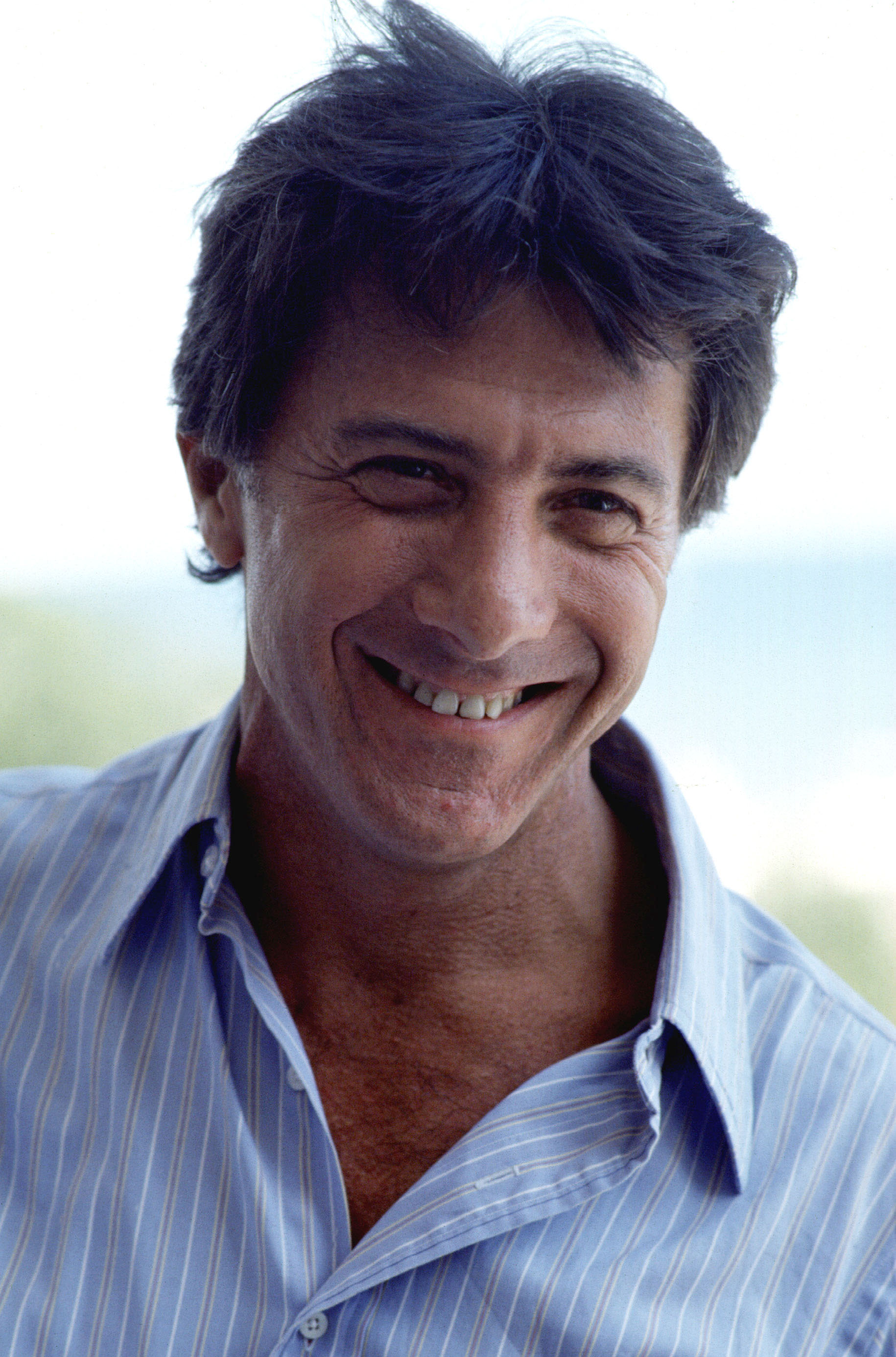
L'acteur principal Dustin Hoffman à la Mostra de Venise 1984.

### Genèse et développement
Bien qu'il réalise une comédie sur le travestissement, le réalisateur Sydney Pollack voulait absolument conserver un propos mesuré : « J'étais parfaitement conscient des dangers qui m'attendaient. À tout instant, on pouvait déraper, sombrer dans la vulgarité. Cela pouvait aussi bien devenir le film d'un seul gag : un type en travesti… Or, je n'ai aucun goût pour la grosse farce ou les plaisanteries graveleuses ». Le réalisateur explique qu'il s'est ainsi opposé notamment à Dustin Hoffman car ce dernier « voulait aller beaucoup plus loin dans l'incongruité ». Sydney Pollack ajoute : « Si, en se féminisant, Michael devient un homme meilleur, cette comédie aura trouvé son épine dorsale, son fil conducteur »[réf. à confirmer].
Le titre du film est le surnom de Dustin Hoffman, donné par sa mère. L'acteur s'est d'ailleurs inspiré de sa mère : « J'ai mis beaucoup de ma mère dans le personnage de Dorothy : sa chaleur, sa vulnérabilité, son énergie et surtout l'humour extravagant dont elle faisait preuve à l'égard du sexe »[réf. à confirmer].
Dustin Hoffman a vécu le film d'une façon très personnelle, à tel point qu'il affirme qu'il ne s'est jamais agi d'une comédie pour lui : en se déguisant en femme non séduisante dans la rue afin de tester la crédibilité de son apparat, il s'est rendu compte que les femmes qui n'entrent pas dans les canons de beauté dominants sont inexistantes, aussi intéressantes qu'elles puissent être.

### Attribution des rôles
C'est Dustin Hoffman lui-même qui voulait Bill Murray pour jouer son ami alors que Sydney Pollack n'était pas d'accord. L'acteur sera cependant engagé mais ne sera pas crédité au générique d'entrée pour que le film ne soit pas catalogué comme un « film Bill Murray »[réf. à confirmer],[réf. à confirmer].
La chanteuse Cher était envisagée pour le rôle de Julie Nichols, mais le réalisateur voulait absolument Jessica Lange[réf. à confirmer].
Le frère de Sydney Pollack, Bernie, fait une petite apparition dans le rôle d'un comédien[réf. à confirmer].
Ce film marque les débuts d'actrices comme Geena Davis et Christine Ebersole[réf. à confirmer].

### Tournage
Le tournage a eu lieu à New York, notamment au National Video Center et au Russian Tea Room de Manhattan.

## Bande originale
La musique du film est composée par Dave Grusin, fidèle collaborateur de Sydney Pollack. Les paroles des chansons sont écrites par le couple Alan et Marilyn Bergman et interprétées par Stephen Bishop.
| 1.  | It Might Be You (Theme From Tootsie)                  | Stephen Bishop | 4:12 |
| 2.  | An Actor's Life (Main Title)                          | Dave Grusin    | 4:33 |
| 3.  | Metamorphosis Blues (It Might Be You) (instrumentale) | Dave Grusin    | 4:05 |
| 4.  | Don't Let It Get You Down                             | Dave Grusin    | 3:54 |
| 5.  | Montage Pastorale (It Might Be You)                   | Stephen Bishop | 3:24 |
| 6.  | Tootsie                                               | Stephen Bishop | 4:15 |
| 7.  | Working Girl March                                    | Dave Grusin    | 3:51 |
| 8.  | Sandy's Song                                          | Dave Grusin    | 4:21 |
| 9.  | Out Of The Rain                                       | Dave Grusin    | 3:58 |
| 10. | Media Zap                                             | Stephen Bishop | 2:20 |

Crédits
- Dave Grusin : compositeur, producteur, arrangements, claviers
- Ernie Watts : saxophone sur Metamorphosis Blues (It Might Be You) et Working Girl March
- Jeff Miranov : guitare sur Working Girl March
- George Young : saxophone sur Out Of The Rain
- Ian Underwood : synthétiseur
- Paul Jackson, Jr. : guitare
- Alan et Marilyn Bergman : paroles

## Accueil

### Critique
Il a reçu un accueil très favorable, avec 88 % de critiques positives sur Rotten Tomatoes.
Ce film fait partie du Top 100 de l'American Film Institute (no 62) établi en 1998 et il est classé deuxième meilleur film humoristique américain (derrière Certains l'aiment chaud de Billy Wilder (qui aborde aussi le thème du travestissement) et devant Docteur Folamour de Stanley Kubrick) par le même American Film Institute, en 2000.

### Box-office
Aux États-Unis et au Canada, le film se classe 2e du box-office de 1982, derrière E.T. l'extra-terrestre de Steven Spielberg. En France, le film sort en 1983 et se classe à la 8e place du box-office annuel.
| Pays ou région    | Box-office        | Date d'arrêt du box-office | Nombre de semaines |
| ----------------- | ----------------- | -------------------------- | ------------------ |
| États-Unis Canada | 177 200 000 $     | 30 juin 1983               | 28                 |
| France            | 3 840 083 entrées |                            |                    |
| Mondial           | n/a               | -                          | -                  |

## Distinctions
Source : Internet Movie Database

### Récompenses
- Oscars 1983 : meilleure actrice dans un second rôle pour Jessica Lange
- Golden Globes 1983 : meilleur film musical ou de comédie, meilleur acteur dans un film musical ou une comédie pour Dustin Hoffman, meilleure actrice dans un second rôle pour Jessica Lange
- British Academy Film Awards 1984 : meilleur acteur pour Dustin Hoffman, meilleurs maquillages

### Nominations
- Oscars 1983 : meilleur film, meilleur acteur pour Dustin Hoffman, meilleure actrice dans un second rôle pour Teri Garr, meilleure photographie, meilleur réalisateur, meilleur montage, meilleure musique de film, meilleure direction artistique, meilleur son, meilleur scénario original
- Golden Globes 1983 : meilleur réalisateur pour Sydney Pollack, meilleur scénario
- British Academy Film Awards 1984 : meilleur film, meilleure actrice pour Jessica Lange, meilleur scénario adapté, meilleurs costumes, meilleur réalisateur, meilleure actrice dans un second rôle pour Teri Garr, meilleure chanson originale pour Tootsie
- César 1984 : meilleur film étranger

## Autour du film
● Juste avant que Dorothy ne rentre pour la première fois dans sa loge on peut voir au dessus de son nom celui d'April Paige. Cependant dans la version française, quand celle-ci se présente, son prénom deviendra Amanda. 
- Lorsque Michael et Sandy se rendent à la réception sur invitation de George Fields, on peut apercevoir une affiche de la pièce Amadeus qui sera adaptée deux ans plus tard au cinéma par Miloš Forman et où Christine Ebersole jouera un rôle.
- Certaines scènes du film ont été coupées au montage. L'une d'elles révélait notamment Michael retrouvant son ex-femme parmi des clients du restaurant où il travaille.
- Lors du tournage de la scène où Emily (Dorothy) discute avec une patiente hospitalisée pour violence conjugale, Michael improvise son dialogue en attrapant le pot de fleurs puis en le jetant contre le mur du fond, ce qui fait sursauter notamment la productrice sous le coup de l'étonnement. Dustin Hoffman avait effectué un geste similaire sur le tournage de Kramer contre Kramer en claquant un verre de vin blanc contre le mur pour faire peur à Meryl Streep.
- La version française prend de petites libertés sur la version originale. Aussi, alors que Michael / Dorothy s'apprête à improviser sa dernière scène, on aperçoit Ronald dire « Ola ! » alors que Dabney Coleman ne remue pas les lèvres.
- Un lapsus a dû être adapté : en VO, Dustin Hoffman dit à une comédienne en soutien-gorge (Geena Davis) « I’m here to give you tits, I mean tips » (« je suis là pour vous donner des tétons, je veux dire des conseils »). En français, la phrase devient « je suis comme une mère qui doit veiller sur les seins, je veux dire sur les siens ».
- En 1982 et 1983, ce film se partagera de nombreuses récompenses avec un autre film américain, Victor Victoria, qui se trouve aborder également le thème d’un artiste qui se travestit pour trouver du travail, mais dans l’autre sens (Julie Andrews incarnant une chanteuse qui se déguise en homme)